# Beatriz Portinari

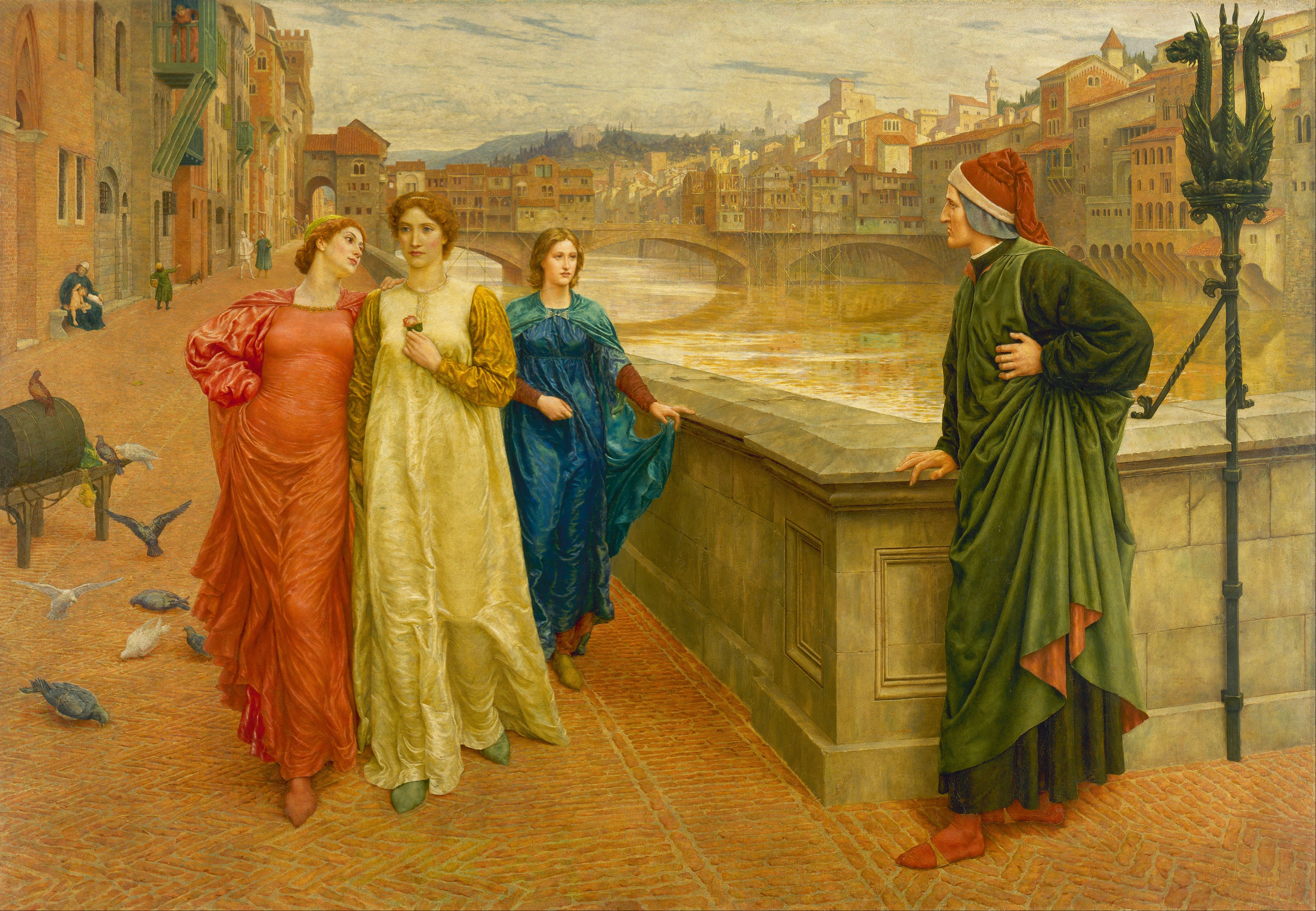
Dante y Beatriz, por el pintor prerrafaelista Henry Holiday, que imagina el encuentro entre Dante y Beatriz en el Puente Santa Trinidad.

Beatriz Portinari (it: Beatrice, 20 de junio de 1266-8 de junio de 1290), conocida también como Bice o la dama florentina, fue una mujer italiana que ha sido comúnmente identificada como la inspiración de Dante en su Vita nuova y sobre todo en la Divina comedia. En la primera, Dante menciona que la conoció cuando era una niña de aproximadamente ocho años y no volvió a verla hasta nueve años después. Existe otra versión[¿cuál?] en la que el poeta sólo la habría visto una vez y ni siquiera habría hablado con ella. Otras fuentes de la historia[¿cuál?] refieren que la inventó por completo y que es un personaje por entero simbólico. 
Boccaccio, poco tiempo después de la muerte de Dante, comentaba la Divina comedia en Florencia y alardeaba de haberse burlado de sus oyentes difundiendo la idea de que Beatriz tuviera una existencia real.
Sin embargo, según afirman algunos historiadores,[¿quién?] Beatriz podría ser Bice, hija de Folco Portinari de Portico di Romagna, quien al mudarse a Florencia, vivió en una casa cercana a la de Dante. La familia Portinari era muy rica e importante, y Folco tuvo el mérito de fundar el hospital principal del centro de la capital toscana, el Ospedale di Santa Maria Nuova.
El espacio y el tiempo de la vida de esta joven corresponden con el que Dante escribe en la Vita nuova, por lo tanto, se infiere que nació en 1266. Bice se casó con el banquero Simone dei Bardi en 1287 y se cree que murió en 1290, a los veintitrés años. El sepulcro se encuentra en la pequeña iglesia de Santa Margherita dei Cerchi, cerca del edificio que acoge al Museo Casa di Dante. Tras la muerte de Bice, Dante la bautizaría como Beatriz, cuyo nombre significa la Bienaventurada en latín, convirtiéndola en un símbolo de la fe y en guía y protectora celestial.